# Tylophora cameroonica
Tylophora cameroonica (đầu đài Cameroon) là một loài thực vật thuộc họ Asclepiadaceae. Loài này có ở Cameroon, Cộng hòa Dân chủ Congo, và Uganda. Môi trường sống tự nhiên của chúng là rừng khô nhiệt đới hoặc cận nhiệt đới. Chúng hiện đang bị đe dọa vì mất môi trường sống.